# Werbenstraße
Die Werbenstraße (L 42, im Dornbirner Stadtgebiet als Höchsterstraße bezeichnet) ist eine Landesstraße im österreichischen Bundesland Vorarlberg. Sie verbindet auf einer Länge von 5,4 km die Lustenauer Straße (L 204) mit der Senderstraße (L 41) im Gemeindegebiet der Stadt Dornbirn.
Das heute als Werbenstraße bezeichnete Straßenstück war ab 1941 ein Teil der Landstraße II. Ordnung Nr. 141. Mit der Einführung des neuen Straßengesetzes wurde die Werbenstraße zur eigenständigen Landesstraße Nr. 42.

## Straßenführung
Etwa bei Kilometer 0,4 zweigt die Werbenstraße im Dornbirner Stadtbezirk Schoren rechts von der Lustenauer Straße ab. Innerhalb des Dornbirner Siedlungsgebiets wird die Straße als Höchsterstraße geführt und unterquert auf Höhe der Haltestelle Dornbirn-Schoren die Bahnstrecke Lindau–Bludenz. Bis zur Überquerung der Rheintal/Walgau Autobahn (A 14) beim Werbenhof (wobei die Autobahnüberführung als Bauwerk V 52 bezeichnet wird) folgt der Straßenverlauf der Werbenstraße dem Flusslauf der Dornbirner Ach linksseitig. Nach der Autobahnüberführung wendet sich die Werbenstraße dann nach Nordwesten und führt durch das Ried zur Kreuzung mit der Senderstraße (L 41) in unmittelbarer Nähe zur Senderbrücke.